# ギシュワティ森林保護区
ギシュワティ森林保護区（Gishwati Forest Reserve）は、ルワンダ共和国北西部のキブ湖近くにある、ギシュワティの森（Gishwati Forest）からなる自然保護区である。

## 概要
この保護区の森林は、1978年時点ではほとんど手が付けられておらず、1986年時点でも同様の状態が維持されていた。しかし、1994年のルワンダ虐殺の期間に多くの避難民がギシュワティの森へと殺到し、居住のためあるいは農地として森を切り拓いていった。その結果、かつて25万エーカー(約1000㎢)の森林を擁していたギシュワティの森は、2001年にはわずか1500エーカー(約6㎢)の円形の土地を残すのみとなった。
その影響として、この森林の生物多様性が大きく損なわれたほか、土壌侵食、自然環境の悪化、地すべりなどの問題が生じている。なお、ここ数年間にわたる再植林活動により森林の面積は2500エーカー(約10㎢)まで回復したが、この保護区の北部と中央部は現在でも大規模な茶畑となっている。
2014年以降、森林はルワンダの環境管理機関が管理する世界銀行の森林再生と保護のプロジェクトの下に置かれ、2015年に法律により近隣のムクラの森と「ギシュワティ＝ムクラ国立公園」を形成した。2019年時点でギシュワティの森の面積は1,439.72ヘクタールとなり、2020年にムクラ地域と共に生物圏保護区に指定された。保護区内にはケナガチンパンジー、ヴィルンガゴールデングエノン、ヨコスジジャッカルなどの動物が生息している。